# 리처드 키스 (1950년)

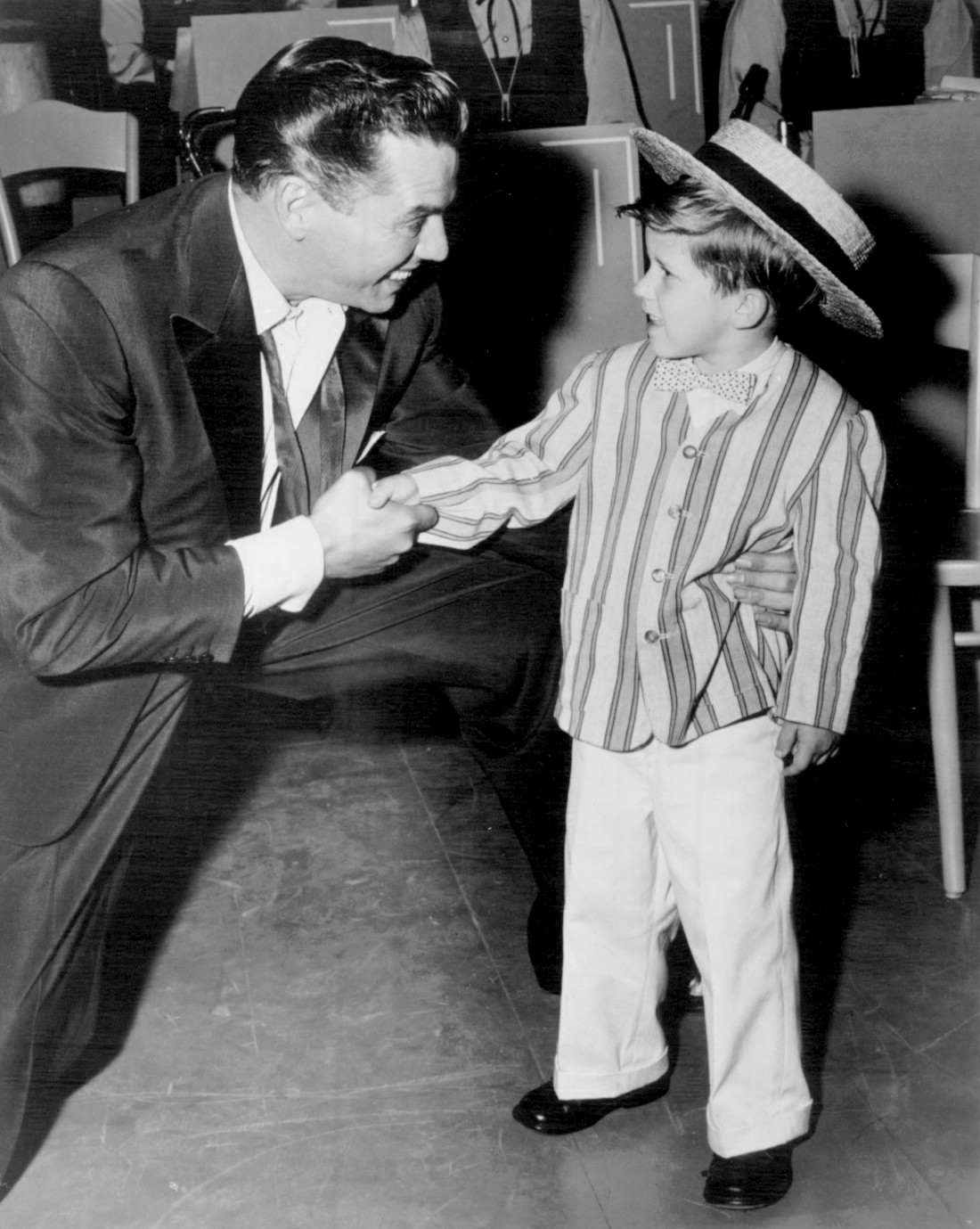

리처드 키스(Richard Keith, 1950년 12월 1일 ~ )는 미국의 배우, 텔레비전 배우, 음악가이다.
라페이엣에서 태어났다.

## 영화
- C 미 댄스 (2009년)
- 폭소 대소동 (1977년)
- 왈가닥 루시 (1951년)